# 지미 콜린스
제임스 조지프 콜린스(영어: James Joseph Collins, 1870년 1월 16일 ~ 1943년 3월 6일)는 미국의 프로 야구 선수였다. 그는 메이저 리그 베이스볼에서 14개의 시즌을 위하여 14개의 시즌을 활약하였다. 콜린스는 1945년 미국 야구 명예의 전당으로 선출되었다.
콜린스는 특히 자신의 방어로 여겨졌다. 그는 자신의 데뷔에 대비하여 번트를 수비하는 데 자신의 능력으로 가장 잘 알려져 3루 라인에 번트를 수비한 유격수였고, 3루수의 근대 방어적 활약의 개척자로 여겨진다. 2012년으로 봐서 그는 브룩스 로빈슨에 밀려 3루수에 의한 척살에서 사상 2위이다. 본루에서 콜린스는 65개의 홈런, 1055개의 매긴 득점, 983개의 타점과 .294의 타구 평균과 함께 자신의 경력을 끝냈다.
콜린스는 또한 당시 보스턴 아메리칸스로 알려진 보스턴 레드삭스 프랜차이즈의 초대 감독이기도 하였다. 그는 1903년 월드 시리즈에서 아메리칸스가 피츠버그 파이리츠를 5개의 경기에서 3개로 꺾으면서 처음이자 마지막 월드 시리즈에서 우승 감독이었다.

## 어린 시절
뉴욕주 나이아가라폴스에서 태어난 콜린스는 세인트조지프스 전문 대학을 졸업한 후, 델라워어-라카와나-웨스턴 철도를 위하여 일하러 가고 버펄로 시티 리그에서 야구를 하였다.

## 선수 경력

### 마이너 리그
콜린스는 현재 인터내셔널 리그의 선두자 이스턴 리그의 마이너 리그 버펄로 바이슨스와 함께 자신의 프로 야구 경력을 시작하였다. 그 시즌에 그는 처음에 유격수로 이용되어 76개의 경기에서 .286 점을 타구하였다.
1894년 콜린스는 바이슨스에 의하여 외야수로 옮겨졌다. 그는 125개의 경기에서 9개의 홈런과 함께 .352 점을 타구하였고, 시즌 후에 그의 계약은 500 달러를 위하여 보스턴 비니터스에 의하여 매입되었다.

### 메이저 리그 데뷔
콜린스는 우익수로서 자신의 메이저 리그 경력을 시작하여 1895년 비니터스와 함께 그 포지션에서 10개의 경기를 활약하였다. 5월 19일 그는 다시 500 달러를 위하여 루이빌 커늘스로 인수되었다. 그는 곧 팀의 출발 3루수로 이루어져 시즌의 나머지에 .279 점을 타구하였다. 하지만 그의 더 큰 영향력은 번트 안타들의 다수에 감소로 돌아가는 것보다 잔디에서 활약한 방어였다.

### 내셔널 리그 스타

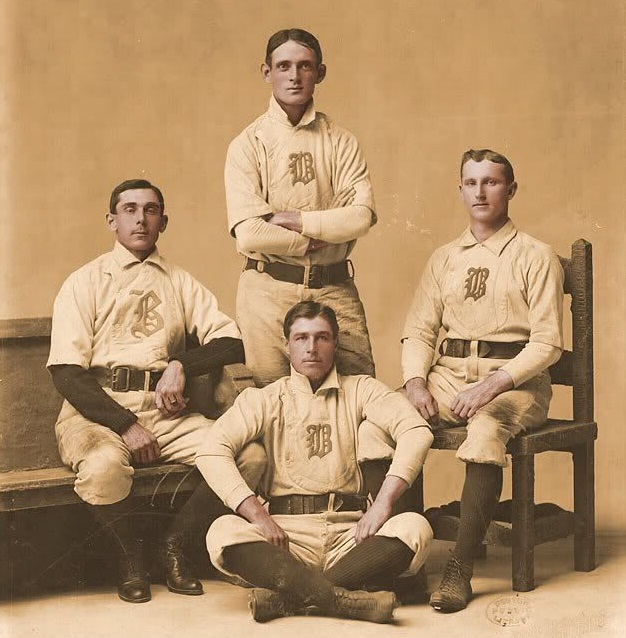
보스턴 비니터스의 내야수들 - 위로부터 시계 방향으로 프레드 테니, 허먼 롱, 콜린스와 보비 로우

콜린스는 1895년 시즌 후 비니터스로 돌아왔다. 조 해링턴은 시즌의 출발에서 팀의 출발 3루수였으나 콜린스는 곧 출발 선수로서 자신을 단언하였고, 해링턴은 7월에 내보내졌다.
콜린스는 자신이 .346의 타구 평균을 보유하고 132개의 득점에서 박아질 때 1897년 실력있는 선수로서 자신을 단언하였다. 그는 척살과 보살 둘다에서 리그를 이끌었던 것을 물론, 1900년 그 업적을 두배로 하였다. 그는 리그에서 7위를 한 .328 점을 타구하고, 111개의 득점에 몰아내어 리그 사상의 15개의 홈런을 히트친 동등적인 인상적 1898년 시즌과 따라갔다.

### 아메리칸 리그로 뛰어넘으며
1900년 시즌에 이어 경기에서 이제 최고의 3루수로서 여겨진 콜린스는 새로운 아메리칸 리그의 보스턴 아메리칸스와 감독직이 제공되었다. 그는 자신을 간직하는 데 비니터스의 소유자 아서 소든에 의한 노력들에 불구하고 5천 5백 달러의 샐러리, 3천 5백 달러의 계약 보너스와 팀의 이익의 삭감과 함께 온 직업을 받아들였다. 언론계에서 2개의 이적된 고발과 더욱 나거서의 콜린스는 샐러리를 억제하는 데 음모로 내셔널 리그의 소유자들 고발하여 "만약 그들이 전체의 장비를 나에게 마련한다면, 난 이제 돌아가지 않을 것이다."라고 진술하였다. 콜린스는 사이 영을 포함한 아메리칸스의 명부를 위하여 다른 내셔널 리그의 스타 선수들을 보충하였고, 선수 겸 감독으로서 자신의 첫 시즌에 팀을 시카고 화이트삭스에 4개의 경기 뒤로 2위를 하는 데 팀을 지도하였다.

### 첫 월드 시리즈
1902년 콜린스는 부상에 의하여 108개의 경기로 제한되었고, 아메리칸스는 3위를 하였다. 하지만 그는 팀의 처음이자 마지막 펜스를 넘지 않은 그랜드 슬램을 쳤다. 다음 시즌에 콜린스는 아메리칸스를 그들의 첫 아메리칸 리그 페넌트로 이끌어 필라델피아 애슬레틱스에 14개의 2분의 1 경기에 의하여 리그를 우승하였다.
9개의 최고 "월드 시리즈"에서 만나는 데 아메리칸 리그와 내셔널 리그의 우승 팀들을 위한 자리에서 동의서와 함께 아메리칸스는 주니어 순회 경기를 대표하였다. 시리즈를 시작하는 데 홈구장에서 3개 중 2개를 패한 후, 그러고나서 피츠버그에서 첫 경기를 패하고 아메리칸스는 피츠버그에서 다음 3개의 경기를 우승하고나서 처음이자 마지막 월드 시리즈 챔피언이 되는 데 보스턴에서 8번째 경기를 우승하는 데 고향으로 돌아왔다. 콜린스는 3루타의 쌍과 5개의 매긴 득점과 함께 시리즈에서 .205 점을 타구하였다.

### 남은 경력
아메리칸스는 콜린스가 .271 점을 타구하면서 아메리칸스는 1904년 다시 페넌트를 우승하여 8개의 시즌에 5번째로 척살에서 리그를 이끌었다. 하지만 존 맥그로와 뉴욕 자이언츠가 포스트시즌에서 그들을 상대로 활약하는 것을 거부하면서 아메리칸스는 자신들의 타이틀을 유지하는 데 기회를 얻지 않았다.
1905년 아메리칸스는 4위로 미끄러지고, 콜린스는 팀의 회장 존 I. 테일러와 충돌하여 보고적으로 시즌 동안 팀에 그만두었다. 선수로서 콜린스는 .279 점을 타구하였으나 다시 부상의 이유로 시간을 놓쳤다. 1906년 콜린스는 아메리칸스가 마지막에 있던 것 뿐만 아니였으나 자신이 2번이나 출장 정지를 당하면서 자신을 곤경에 빠진 것을 찾아냈고, 결국적으로 칙 스탈에 의하여 감독으로서 대체되었다. 그는 또한 무릎 부상과 함께 시즌의 말기를 놓치기도 하였다.
콜린스는 1907년 시즌을 아메리칸스와 시작하였으나 자신이 떠나기 전에 시간의 문제 뿐만이 아니었다. 그것이 전혀 명백하지 않게 된 이유들로 스탈은 봄 훈련이 있는 동안 자살을 하였고, 콜린스 대신 아메리칸스는 사이 영을 감독으로서 착수하였고, 시즌의 첫 3달 안에 전부 조지 허프, 그리고 밥 웅갈로브에 의하여 이어졌다. 아메리칸스와 41개의 경기를 활약한 후, 콜린스는 내야수 존 나이트를 위하여 6월 필라델피아 애슬레틱스로 이적되었다. 자신이 .278 점을 타구하는 동안 그는 경력 사상 낮은 .330의 장타율을 가졌고, 자신 경력에서 처음으로 홈런을 치는 데 실패하였다. 1908년 그는 더욱 폭락하여 .217 점 만을 타구하고, 놓아졌다.
자신의 메이저 리그 경력이 끝난 후, 콜린스는 마이너 리그에서 지속적으로 활약하고 감독을 맡았다. 그는 1909년을 아메리칸 어소시에이션의 미니애폴리스 밀러스와 보냈고, 은퇴하지 전에 이스턴 리그에서 프로비던스 그레이스와 함께 2개의 시즌을 보냈다.

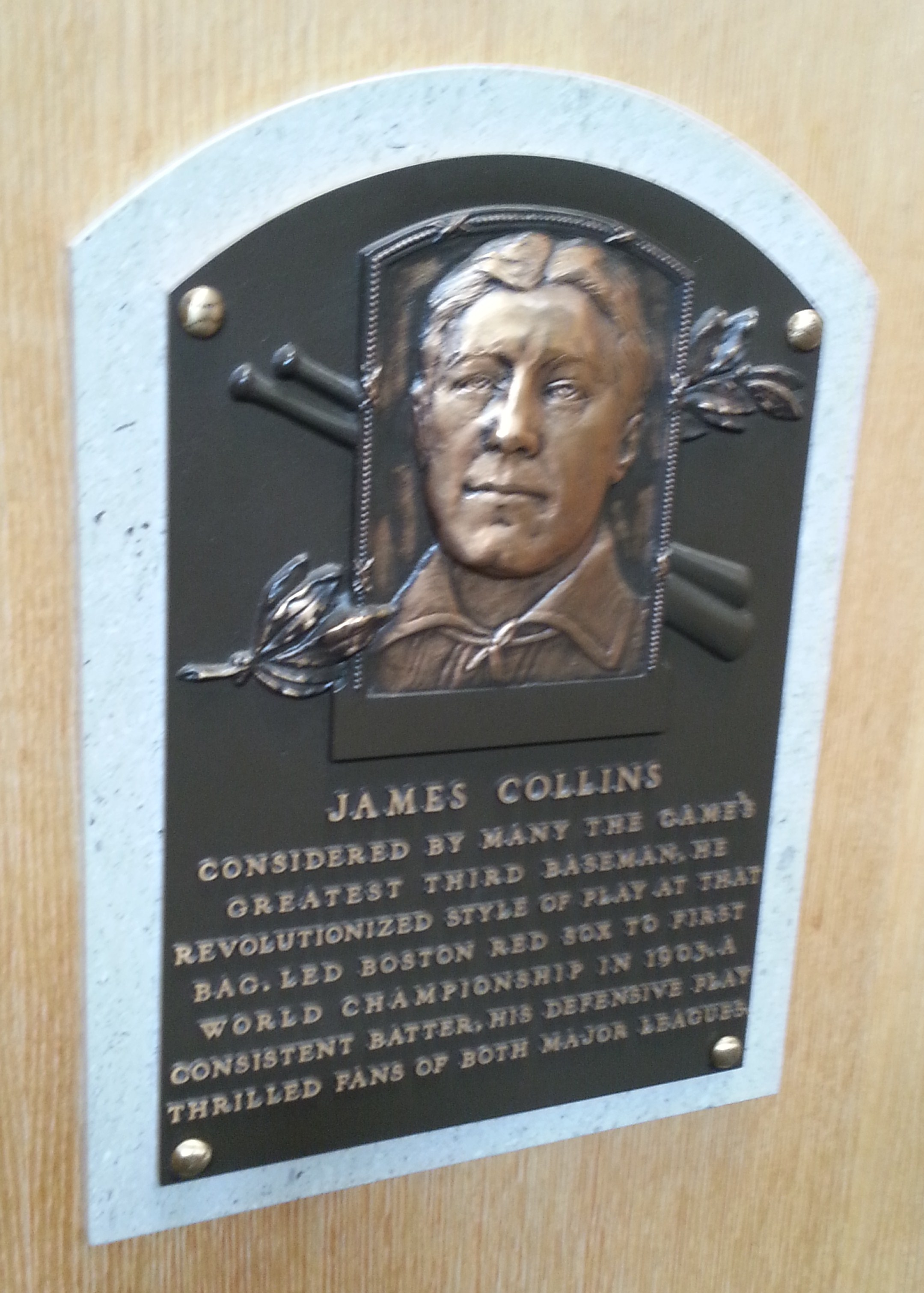
미국 야구 명예의 전당에서 콜린스의 각판

## 영예
콜린스가 1945년 미국 야구 명예의 전당으로 헌액될 때 그는 처음에 3루수로서 선택되는 데 첫 선수였다. 로런스 리터와 도널드 호니그는 자신들의 책 〈The 100 Greatest Baseball Players of All Time〉에 그를 포함시켰다. 콜린스는 1985년 버펄로 야구 명예의 전당의 창립 위원이 되었다.
1976년 에스콰이어 잡지의 기사에서 스포츠 기사 해리 스타인은 5개의 민족 특유의 야구 팀으로 이루어진 "All Time All-Star Argument Starter"를 발간하였다. 공간의 제한 때문에 3루수로서 콜린스를 포함한 아일랜드계 팀은 생략되었다.

## 개인 생활
콜린스는 1907년 사라 머피와 결혼하여 2명의 딸을 두었다. 야구로부터 그의 은퇴 후, 그들은 버펄로로 돌아갔으며 콜린스는 버펄로 공원부에서 일하였다. 1943년 3월 6일 73세의 나이에 폐렴으로 사망하였다.